# Storhagen, Nagu
Storhagen är en halvö i Finland.   Den ligger i landskapet Egentliga Finland, i den sydvästra delen av landet, 180 km väster om huvudstaden Helsingfors. Storhagen ligger på ön Storlandet.